# Cyclocheilon kelleri
Cyclocheilon kelleri är en snyltrotsväxtart som beskrevs av Adolf Engler. Cyclocheilon kelleri ingår i släktet Cyclocheilon och familjen snyltrotsväxter. Inga underarter finns listade i Catalogue of Life.